# Pachycrocuta
Genre
Espèces de rang inférieur
- †Pachycrocuta brevirostris
- †Pachycrocuta robusta
- †Pachycrocuta pyrenaica
- †Pachycrocuta sinensis

Les Hyènes géantes (Pachycrocuta) forment un genre éteint de carnivores de la famille des Hyaenidae, qui a vécu du Pliocène supérieur au Pléistocène moyen, entre environ 3 millions d'années et 400 000 ans.

## Description
L'espèce type, Pachycrocuta brevirostris, mesurait environ 1,60 mètre de long et 1 mètre au garrot pour une masse estimée à 130 kilos.

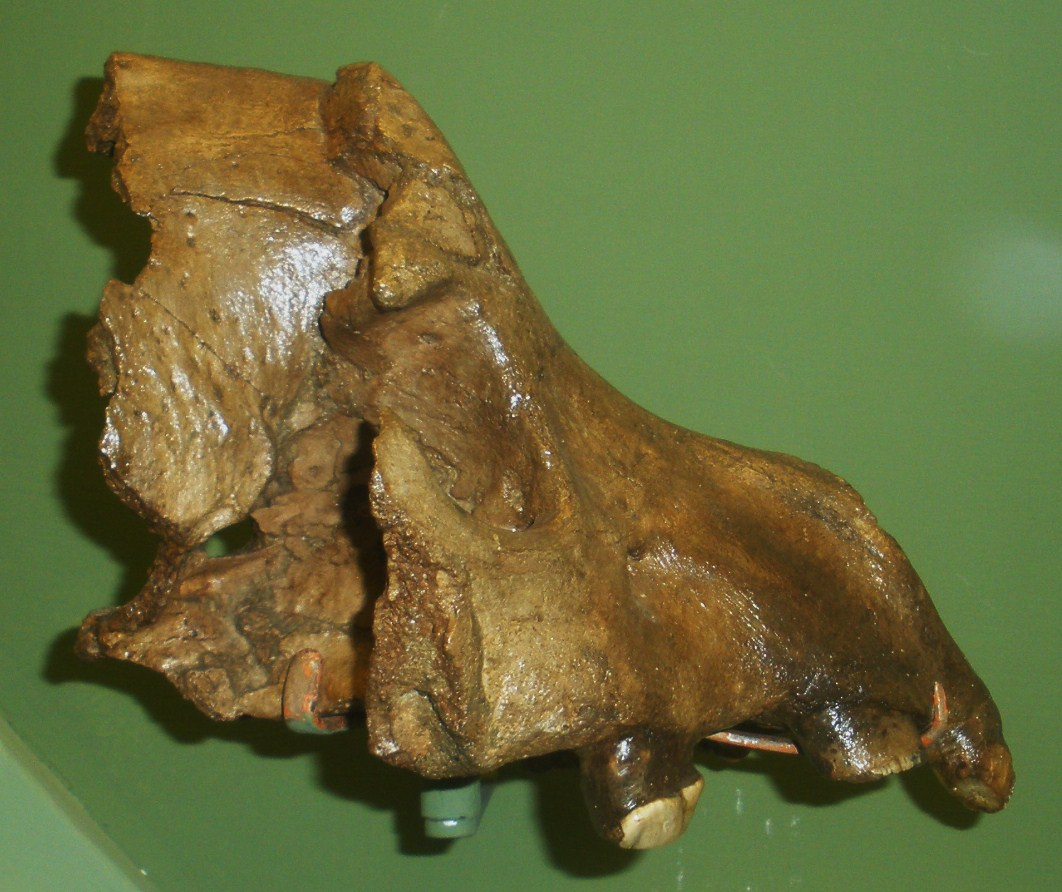
Mâchoire de Pachycrocuta brevirostris
(Musée de paléontologie de Florence).

Le plus grand specimen de P. brevirostris connu était jusqu'en 2020 celui découvert au début du XXe siècle à Sainzelles, commune de Blavozy en Auvergne. Un nouveau crâne (trois fragments du même crâne) récemment mis au jour à la grotte de Jinyuan, Luotuo Hill à Dalian (province du Liaoning, Chine) est légèrement plus grand.
Des analyses de fossiles de P. licenti et autres grands mammifères associés (Gigantopithecus blacki, Cervus sp., Tapirus sinensis, Equus sp., Leptobos sp. et Ursus sp.) de la grotte de Longgudong (Gaoping, Jianshi, province de Hubei, centre-est de la Chine) et de la grotte de Juyuandong (Liucheng, région autonome de Guangxi, sud de la Chine) montrent que tous ces animaux, qui vivaient dans un habitat de forêt dense, avaient une nourriture à base de biomasse fixant le carbone en C3 uniquement.

## Historique
En 1954, Ewer décrit le crâne KA-55 du site de Kromdraai A et nomme la nouvelle espèce Hyaena bellax. En 1970 Ficcarelli & Torre suggèrent que cette espèce soit attribuée au genre Pachycrocuta (Pachycrocuta bellax).
Selon Werdelin & Solounias (1991) et Guérin & Patou-Mathis (1996), au moins deux espèces de Pachycrocuta sont connues en Europe : Pachycrocuta brevirostris et Pachycrocuta perrieri ; et selon Werdelin & Solounias les deux taxons se distinguent par la taille de leurs morphologies dentaires.
Howell & Petter (1980), Turner (1986, 1987, 1988, 1990) et Anton (1996) soulignent les proches affinités entre Pachycrocuta bellax, P. brevirostris et P. perrieri ; Turner et Anton ont d'ailleurs postulé antérieurement que Pachycrocuta and Hyaena ont des affinités proches.
Ficcarelli & Torre en 1970, puis Howell & Petter en 1980, se prononcent en faveur d'un double lignage : P. pyrenaica - P. perrieri / P. brevirostris / H. hyaena - bien que les deux équipes de chercheurs se basent sur des caractéristiques différentes.
Werdelin & Solounias (1991), qui font une étude générale des hyénidés, replacent H. brunnea dans le nouveau genre Parahyaena à cause du manque de synapomorphies en commun avec H. hyaena.
Une filiation avec l'Asie du nord-est

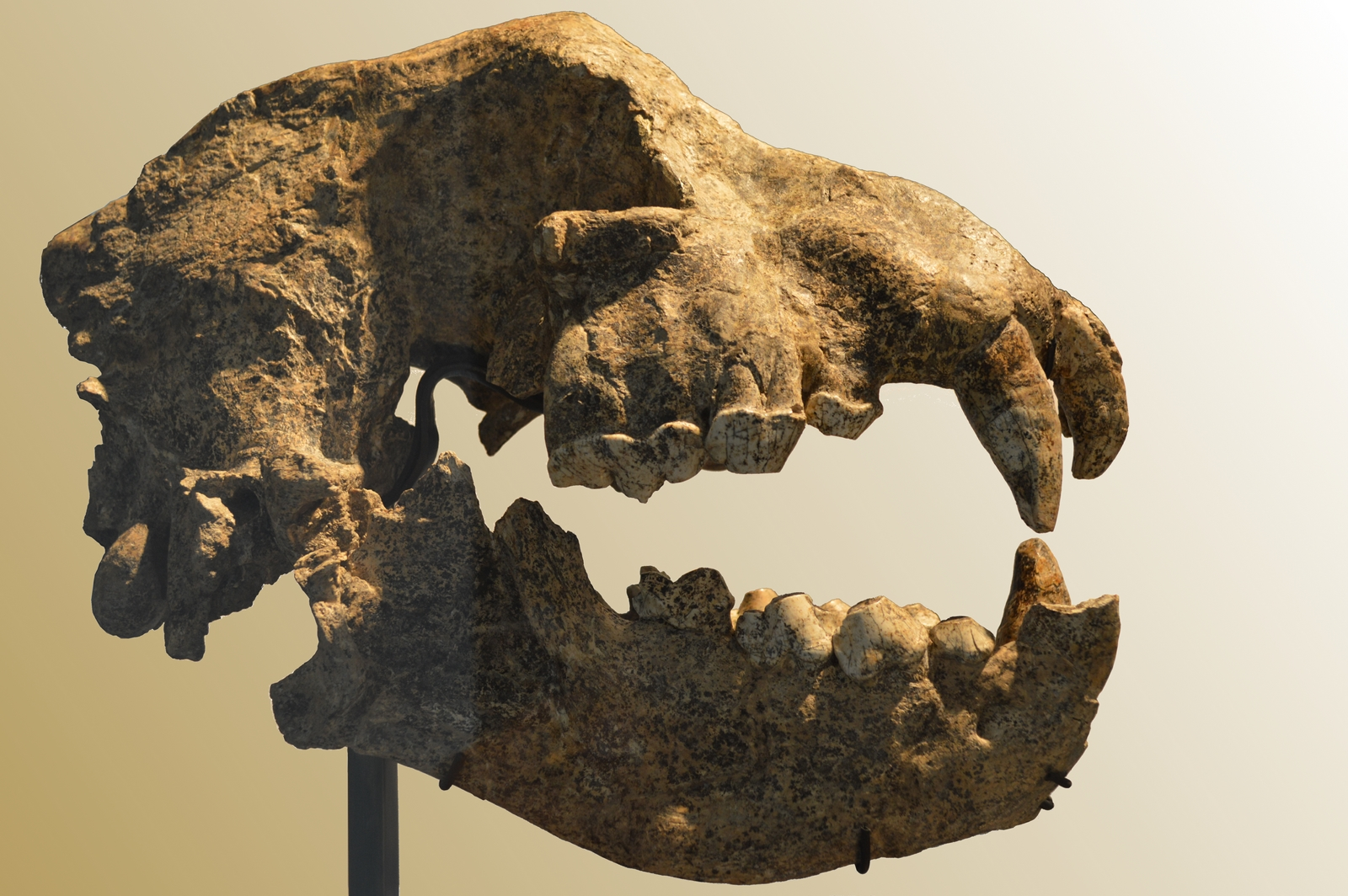
Pachycrocuta brevirostris de Sainzelles.
Musée Crozatier au Puy-en-Velay

Le crâne de la grotte de Jinyuan procède sans conteste du même morphotype que la P. brevirostris d'Europe, ce qui remet en cause plusieurs points communément admis pour cette espèce et ce genre. Les hyènes géantes d'Asie étaient jusque là proposées comme une ou des espèces ou sous-espèces indépendante/s, dont la P. licenti ou la H. sinensis. Ainsi encore en 1996 Turner et Anton la donnent comme limitée à l'Eurasie et l'Afrique. La nouvelle découverte démontre que la différentiation est plus de l'ordre temporel que de l'ordre géographique. La sous-espèce d'Eurasie constitue une séquence ou clade ancêtre-descendant ayant graduellement évolué à partir de P. licenti, puis P. brevirostris et ensuite P. sinensis.
De plus, le stade d'évolution ''P. brevirostris montrant des caractéristiques transitionnelles précédant immédiatement P. brevirostris brevirostris, est apparu dans le nord-est de l'Asie il y a au moins 2 millions d'années, ce qui implique que les populations d'Europe sont vraisemblablement issues d'Asie du nord-est et ont essaimé à partir de cette région.

## Liste d'espèces
- † Pachycrocuta brevirostris Aymard, 1846[18] (hyène géante à face courte)
- † Pachycrocuta robusta ? (hyène géante robuste)
- † Pachycrocuta pyrenaica (hyène géante des Pyrénées)
- † Pachycrocuta licenti (Asie, dont des spécimens dans la grotte de Baikong (montagne de Liyu) et la grotte de Juyuan (montagne de Boyue) près du parc écologique de Chongzuo (Chongzuo Ecological Park) aux environs de la rivière Zuojiang (en) au Guangxi[19])